# Teste de White
O teste de White é um teste estatístico para detectar a presença de heteroscedasticidade geral em um modelo matemático.
Admitindo-se o modelo {\displaystyle Y_{i}=\mathrm {B} _{0}+\mathrm {B} _{1}{\textbf {X}}_{i1}+\mathrm {B} _{2}{\textbf {X}}_{i2}+u_{i}}, o teste de heteroscedasticidade implica nos seguintes passos:
1. Estimar o modelo inicial para obter os resíduos {\displaystyle u_{i}};
2. Estimar a seguinte equação auxiliar para obter {\displaystyle R^{2}{\hat {u}}_{i}^{2}=\alpha _{0}+\alpha _{1}{\textbf {X}}_{i1}+\alpha _{2}{\textbf {X}}_{i2}+\alpha _{3}{\textbf {X}}_{i1}^{2}+\alpha _{4}{\textbf {X}}_{i2}^{2}+\alpha _{5}{\textbf {X}}_{i1}{\textbf {X}}_{i2}+v_{i}};
3. Testar a seguinte hipótese:
{\displaystyle H_{0}:\alpha _{1}=\alpha _{2}=\alpha _{3}=\alpha _{4}=\alpha _{5}=0} (hipótese da Homoscedasticidade)
{\displaystyle H_{a}:\alpha _{1},\alpha _{2},\alpha _{3},\alpha _{4},\alpha _{5}\neq 0} (hipótese da Heteroscedasticidade)
Usar o seguinte teste estatístico: {\displaystyle nR^{2}\sim X_{k}^{2}}, onde {\displaystyle n=} número de observações e {\displaystyle k=} graus de liberdade (nº de variáveis explicativas na equação auxiliar);
4. Critério de decisão
Se {\displaystyle n.R^{2}>X_{c}^{2}}, onde {\displaystyle X_{c}^{2}} é algum valor crítico de uma Qui-Quadrada com k graus de liberdade, para um nível de significância dado,rejeitar a hipótese de Homoscedasticidade.